# La moglie di Craig
La moglie di Craig (Craig's Wife) è un film del 1936 diretto da Dorothy Arzner.
Per la commedia da cui è tratto il soggetto, il commediografo George Kelly vinse nel 1926 il Premio Pulitzer. Presentata al Morosco Theatre, Craig's Wife ebbe un totale di 360 rappresentazioni: debuttò il 12 ottobre 1925 chiudendo nell'agosto 1926.

## Trama
Ventiquattro ore della vita di Harriet Craig: nella sua casa, tutto si svolge alla perfezione, secondo uno stile di vita che lei ha creato per sé e per il marito. Harriet protegge il suo mondo e gli oggetti che le appartengono diventano più importanti del suo rapporto con il marito.

## Produzione
Il film fu prodotto dalla Columbia Pictures Corporation.

## Distribuzione
Distribuito dalla Columbia Pictures, il film uscì nelle sale cinematografiche statunitensi il 25 settembre 1936.
Il film viene citato nel documentario The Silent Feminists: America's First Women Directors del 1993.

## Altre versioni
- La fortuna dei mariti (Craig's Wife), regia di William C. de Mille - con Irene Rich (1928)
- Sola col suo rimorso (Harriet Craig), regia di Vincent Sherman - con Joan Crawford (1950)